# Yan Couto
Yan Bueno Couto (Curitiba, 3 giugno 2002) è un calciatore brasiliano, difensore del Borussia Dortmund, in prestito dal Manchester City, e della nazionale brasiliana.

## Caratteristiche tecniche
È un terzino destro veloce e dotato di una buona tecnica di base che predilige la fase offensiva. Nel 2020 è stato inserito nella lista dei migliori sessanta calciatori nati dopo il 2002 stilata da The Guardian.

## Carriera

### Club
Cresciuto nel settore giovanile del Coritiba, debutta in prima squadra il 22 febbraio 2020 in occasione dell'incontro del Campionato Paranaense vinto 2-0 contro il Cianorte.
Nel marzo seguente viene acquistato a titolo definitivo dal Manchester City che in vista della stagione 2020-2021 lo cede in prestito al Girona; conclude la stagione con 26 presenze e 2 reti nella seconda divisione spagnola.
Nel 2021 viene ceduto con la stessa formula al Braga.
Il 25 luglio 2022 fa ritorno al Girona con la formula del prestito.
Il 14 luglio 2023 il prestito viene rinnovato per un'altra stagione.
Il 3 agosto 2024 viene ceduto in prestito con obbligo di riscatto condizionato al Borussia Dortmund. A fine stagione verrà riscattato.

### Nazionale
Ha giocato nella nazionale brasiliana Under-17.
Couto è stato convocato per la prima volta nella squadra maggiore il 6 ottobre 2023, al posto del partente Vanderson, per le qualificazioni sudamericane contro il Venezuela il 12 ottobre all'Arena Pantanal e poi a Montevideo contro l'Uruguay il 17 ottobre. Esordisce nella sfida pareggiata contro i venezuelani (1-1).

## Statistiche

### Presenze e reti nei club
Statistiche aggiornate al 2 maggio 2024.
| Stagione        | Squadra         | Campionato      | Campionato | Campionato | Coppe nazionali | Coppe nazionali | Coppe nazionali | Coppe continentali | Coppe continentali | Coppe continentali | Altre coppe | Altre coppe | Altre coppe | Totale | Totale | Totale |
| Stagione        | Squadra         | Comp            | Pres       | Reti       | Comp            | Pres            | Reti            | Comp               | Pres               | Reti               | Comp        | Pres        | Reti        | Pres   | Reti   |        |
| --------------- | --------------- | --------------- | ---------- | ---------- | --------------- | --------------- | --------------- | ------------------ | ------------------ | ------------------ | ----------- | ----------- | ----------- | ------ | ------ | ------ |
| 2020            | Coritiba        | A1/PR+B         | 1+0        | 0          | CB              | 0               | 0               | -                  | -                  | -                  | -           | -           | -           | 1      | 0      |        |
| 2020-2021       | Girona          | SD              | 22+4       | 1+1        | CR              | 4               | 0               | -                  | -                  | -                  | -           | -           | -           | 30     | 2      |        |
| 2021-2022       | Braga           | PL              | 28         | 1          | CP+CdL          | 3+2             | 0+0             | UEL                | 9                  | 0                  | -           | -           | -           | 42     | 1      |        |
| 2022-2023       | Girona          | PD              | 25         | 1          | CR              | 1               | 0               | -                  | -                  | -                  | -           | -           | -           | 26     | 1      |        |
| 2023-2024       | Girona          | PD              | 34         | 1          | CR              | 5               | 1               | -                  | -                  | -                  | -           | -           | -           | 39     | 2      |        |
| Totale Girona   | Totale Girona   | Totale Girona   | 81+4       | 3+1        |                 | 10              | 1               |                    | -                  | -                  |             | -           | -           | 95     | 5      |        |
| Totale carriera | Totale carriera | Totale carriera | 114        | 5          |                 | 15              | 1               |                    | 9                  | 0                  |             | -           | -           | 138    | 6      |        |

### Cronologia presenze e reti in nazionale
| Cronologia completa delle presenze e delle reti in nazionale ― Brasile | Cronologia completa delle presenze e delle reti in nazionale ― Brasile | Cronologia completa delle presenze e delle reti in nazionale ― Brasile | Cronologia completa delle presenze e delle reti in nazionale ― Brasile | Cronologia completa delle presenze e delle reti in nazionale ― Brasile | Cronologia completa delle presenze e delle reti in nazionale ― Brasile | Cronologia completa delle presenze e delle reti in nazionale ― Brasile | Cronologia completa delle presenze e delle reti in nazionale ― Brasile |
| Data                                                                   | Città                                                                  | In casa                                                                | Risultato                                                              | Ospiti                                                                 | Competizione                                                           | Reti                                                                   | Note                                                                   |
| ---------------------------------------------------------------------- | ---------------------------------------------------------------------- | ---------------------------------------------------------------------- | ---------------------------------------------------------------------- | ---------------------------------------------------------------------- | ---------------------------------------------------------------------- | ---------------------------------------------------------------------- | ---------------------------------------------------------------------- |
| 12-10-2023                                                             | Cuiabá                                                                 | Brasile                                                                | 1 – 1                                                                  | Venezuela                                                              | Qual. Mondiali 2026                                                    | -                                                                      | 42’                                                                    |
| 17-10-2023                                                             | Montevideo                                                             | Uruguay                                                                | 2 – 0                                                                  | Brasile                                                                | Qual. Mondiali 2026                                                    | -                                                                      | 73’                                                                    |
| 26-3-2024                                                              | Madrid                                                                 | Spagna                                                                 | 3 – 3                                                                  | Brasile                                                                | Amichevole                                                             | -                                                                      | 46’                                                                    |
| 9-6-2024                                                               | College Station                                                        | Messico                                                                | 2 – 3                                                                  | Brasile                                                                | Amichevole                                                             | -                                                                      | 27’                                                                    |
| Totale                                                                 |                                                                        | Presenze                                                               | 4                                                                      |                                                                        | Reti                                                                   | 0                                                                      |                                                                        |